# Вірджинія-Вотер
Вірджинія-Вотер — приміське селище в районі Раннімед на півночі Суррея, Англія. Він є домом для маєтку Вентворта та клубу Вентворта. Ця територія має багато лісів і займає значну частину району Раннімед. Його назва носить спільну назву з озером на його західній межі у Віндзорському Великому парку. Virginia Water має чудове транспортне сполучення з Лондоном — Трампс-Грін і Торп-Грін виходять на М3, Торп — на М25, а аеропорт Хітроу знаходиться в семи милях на північний схід.
Багато з окремих будинків розташовані в маєтку Вентворт, де знаходиться клуб Вентворт, який має чотири поля для гольфу. Там вперше був розіграний Кубок Райдера. Тут також розташована штаб-квартира PGA European Tour, професійного гольф-туру. Один із будинків, який згадувався в заголовку в 1998 році: генерал Августо Піночет був поміщений під домашній арешт через безуспішний опір екстрадиції, перед обличчям кримінального процесу в Чилі.
У 2011 році приблизно половина будинків району з поштовим індексом, який є вужчим за нинішній виборчий округ, були індивідуальними будинками. У 2015 році дані земельного кадастру показали, що район з єдиним поштовим індексом у Вірджинії Вотер є найдорожчим за вартістю будинків у всій країні.

## Етимологія
Місто названо на честь сусіднього штучного озера Вірджинія-Вотер, яке є частиною Віндзорського великого парку.

## Історія
Вважається, що Римська дорога диявола, що йде від Лондона через Стейн-на-Темзі (раніше Понтес) до Сілчестера, проходить через Вірджинію-Вотер. Частину місцевого курсу було втрачено, зникнувши біля підніжжя пагорба Прун і знову з’явившись біля руїн Лептіс Магна у Великому парку.
Ніколас Фуентес стверджував, що поразка повстання Бодуіки від римлян у 60/61 рр. н. е. відбулася біля Вірджинія-Вотер, причому ландшафт між Каллоу-Хілл і Ноул-Хілл збігався з ландшафтом битви, описаним Тацитом, і битва почалася приблизно там, де залізниця. станція лежить.

## Географія
Річка Борн протікає від штучного озера Вірджинія-Вотер через довгу південну половину Вірджинія-Вотер.

## Транспорт
У місті є вузлова залізнична станція, побудована після відкриття першої лінії в 1856 році до Аскот. Часті потяги Південно-Західної залізниці курсують до лондонського Ватерлоо, Вейбриджа, Твікенгема, Річмонда, Стейнсу, Фелтема, Клепхем-Джанкшна, Воксхолла та Редінга.

## Знатні люди
- Сьюзі Емі — актриса[4]
- Петро Авен — російський олігарх, банкір і колекціонер мистецтва, потрапив під санкції під час російського вторгнення в Україну в 2022 році, власник Ingliston House в маєтку Вентворт[5][6]
- Кайрат Боранбаєв — казахстанський олігарх, старший футбольний адміністратор казахстанської прем'єр-ліги[7], заарештований у Казахстані за підозрою в розкраданні державних коштів[8]
- Білл Брайсон — письменник, резидент на початку 1980-х[9][10]
- Рамон Кабрера, 1-й герцог Маестразго — іспанський генерал карлістів у вигнанні та власник маєтку Вентворт; похований з вдовою в могилі II ступеня англіканської церкви, помер у 1877 р.
- Рон Денніс — виконавчий директор та інвестор, засновник McLaren Group[11]
- Діана Дорс — актриса, кілька років перебувала вдома, аж до своєї смерті в 1984 році
- Сер Нік Фалдо — гравець у гольф
- Браян Форбс — кінорежисер, сценарист, кінопродюсер, актор і прозаїк до своєї смерті в 2013 році
- Сер Брюс Форсайт — телеведучий, кілька років до його смерті в 2017 році[12]
- Кірсті Галлачер — телеведуча
- Марина Грановська — російсько-канадський бізнесмен, директор ФК "Челсі"[13]
- Насім Хамед — боксер
- Тед Хіт — лідер групи, помер там у 1969 році.
- Елтон Джон — композитор і музичний виконавець, кілька років до 2000 року.
- Едді Джордан — автогонщик, телеведучий і власник гоночної команди Jordan Grand Prix F1[14]
- Герман Хан — український олігарх, «близький соратник Володимира Путіна, який брав участь у дестабілізації України», під санкції під час російського вторгнення в Україну в 2022 році[15]
- Гульнара Карімова — узбецька клептократка і донька Іслама Карімова, колишнього президента Узбекистану. Отримав на хабарі сотні мільйонів доларів, засуджений узбецьким судом. Житель маєтку Вентворт[7]
- Дмитро Леус — російський емігрант, колишній голова Російського депозитарного банку та донор консервативної партії. Ув'язнений в Росії за боротьбу з відмиванням грошей[7][16]
- Васлав Ніжинський — артист балету і хореограф, з 1947 року три роки (до смерті)[17]
- Олександр Перепілічний — російський бізнесмен і викривач[18]
- Кевін Пітерсен — гравець у крикет
- Аугусто Піночет — диктатор Чилі, жив у вигнанні в Еверглейдс в маєтку Вентворт[19][20], помер у 2006 році в Чилі.
- Кліфф Річард — автор пісень[21][22]
- Андрій Шевченко — український футболіст [23]
- Кріс Сквайр — басист, помер у 2015 році в Аризоні
- Джеймс Стант — світська левиця і бізнесмен[24]
- Берні Топін — автор лірики
- Джо Вікс — відомий фітнес-тренер, у дитинстві жив у селі[25]